# Louis Joseph Nompar de Caumont

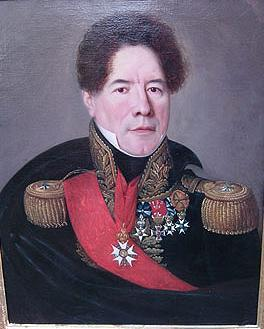
Louis Joseph Nompar de Caumont met de volgende ridderorden (v.l.n.r.):
Commandeurskruis Legioen van Eer (om de hals)
Ordre de la Fidélité
Ordre de Saint-Louis
Orde van de Nederlandse Leeuw
Officierskruis MWO

Louis Joseph Nompar de Caumont, 8e hertog van La Force, markies van Caumont en pair van Frankrijk (Parijs, 22 april 1768 - Saint-Brice, 22 oktober 1838), was een Frans generaal en aristocraat. De hertog vroeg in 1818 om een benoeming in de Orde van de Nederlandse Leeuw omdat hij in 1793 als émigré, dus als uit Frankrijk gevlucht koningsgezind edelman, commandant van de Nederlandse ruiterij van het Legioen van Béon was geweest.
Koning Willem I en Jan Willem Janssens, de om advies gevraagde kanselier van de Militaire Willems-Orde aarzelden sterk. Kanselier Janssens was bij de zaak betrokken omdat hij al in 1817 een lijst van de uit hoofde van hun dienst in het Nederlandse leger met de Militaire Willems-Orde te decoreren Fransen had opgesteld. Janssens ging ervan uit dat de hertog de twee Nederlandse orden had verwisseld en graag een Willemsorde zou ontvangen.
De koning koos desondanks voor een Ridderkruis in de Orde van de Nederlandse Leeuw als passende decoratie voor de Franse veteranen van 1793. Hij gelastte op 26 maart 1818 dat men de ambassade in Parijs zes kruisen toe zou zenden. Ambassadeur Fagel zou ze dan verdelen en de koning zou de benoemingen achteraf homologeren.
Generaal Fagel decoreerde in  dat voorjaar generaal-majoor de Crossard en de kolonels Graaf Macnemara en Graaf C.H. du Tertre. De hertog van La Force kreeg geen onderscheiding. Het is mogelijk dat generaal Fagel het toekennen van een ridderkruis in een nieuwe en niet bijzonder aanzienlijke orde aan een man van het gewicht van de hertog van La Force niet aandurfde uit angst voor een affront.
Op 19 mei 1818 liet kanselier Janssens de koning weten dat de drie nieuwbakken ridders ontevreden waren. Na hun benoeming was hun aandacht op de Militaire Willems-Orde gevallen en nu begeerden zij deze onderscheiding. De koning gaf vrijwel ogenblikkelijk toe en liet op 24 mei zes officierskruisen naar Parijs sturen. De ambassadeur bleef echter aarzelen wat betreft de Hertog de La Force. De hertog werd pas op 20 augustus 1828 in de Militaire Willems-Orde opgenomen. Hij had nogmaals op een decoratie aangedrongen. Deze keer sprak hij onomwonden over een commandeurskruis. De koning die het internationale gebruik niet wilde toepassen dat men een vreemdeling die in eigen land commandeur is ten minste een onderscheiding in dezelfde graad verleent bij de Militaire Willems-Orde, gelastte dat men de hertog een van de drie als sinds tien jaar in de ambassade bewaarde officierskruisen moest toekennen.